# モントピリア (バーモント州)

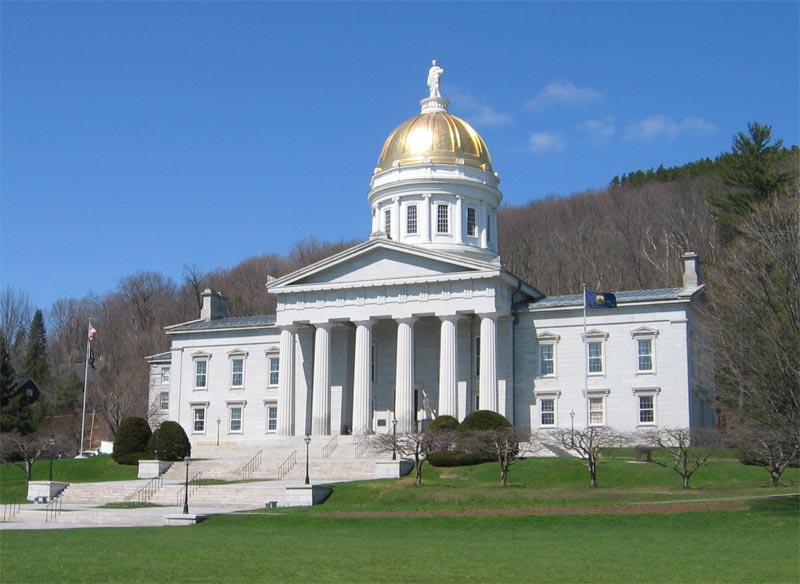
バーモント州会議事堂

モントピリア（Montpelier）は、アメリカ合衆国バーモント州の州都。同州の中央部に位置し、隣接するバリと小規模な都市圏を形成する。人口は8,074人（2020年） 。全米50州の州都の中では最も人口が少ない。1859年に完成したバーモント州会議事堂はダウンタウンの西端、ステート・ストリートに位置し、市の外側からも見える。

## 歴史
モントピリアは1781年8月14日に創設された。市名はフランスのモンペリエに由来し、ジェイコブ・デービス大佐によって名付けられたと言われている。当時は独立戦争においてフランスが13州植民地側に協力したためフランス熱が高く、フランスのものがもてはやされていた。
軽巡洋艦モントピリア、原子力潜水艦モントピリアは同市から命名されている。

## 地理

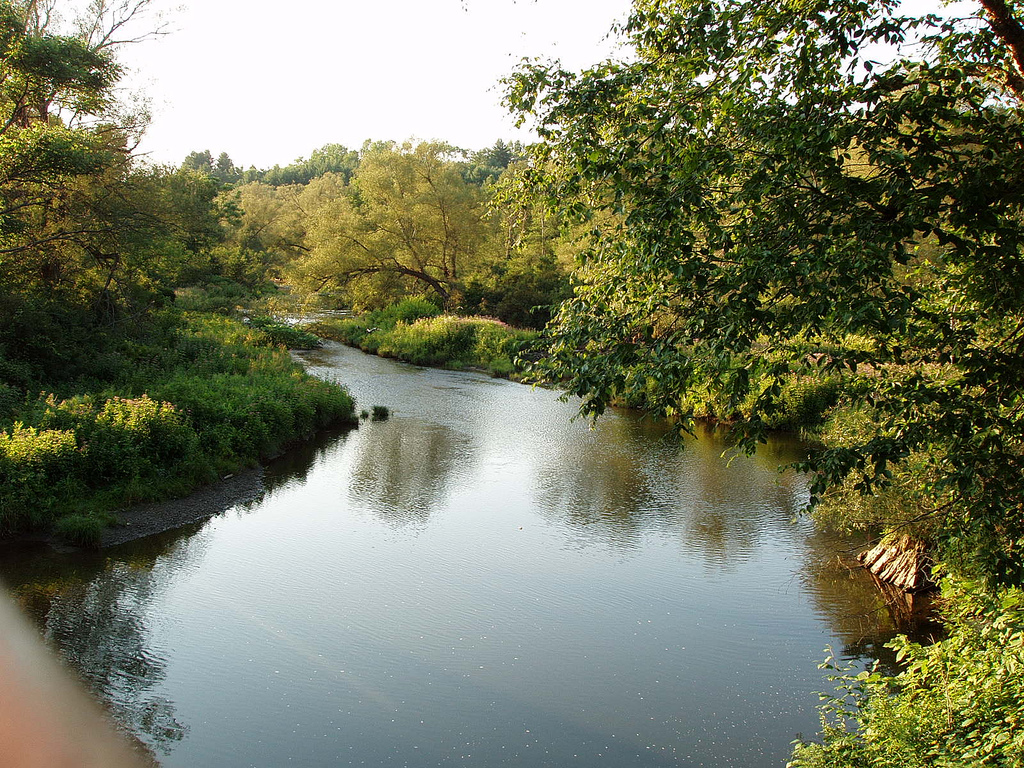
ウィノースキー川

モントピリアは、北緯44度15分59秒 西経72度34分19秒 / 北緯44.26639度 西経72.57194度座標: 北緯44度15分59秒 西経72度34分19秒 / 北緯44.26639度 西経72.57194度に位置している。市の中心部は標高160mほどでほぼ平らであるが、周囲を丘や花崗岩の岩棚に囲まれている。市の北側にはタウン・ヒルと呼ばれる標高270-280mほどの丘が約3kmにわたって連なっている。
アメリカ合衆国統計局によると、モントピリア市は総面積26.6km2（10.3mi2）である。このうち26.5km2（10.2mi2）が陸地で0.1km2（0.1 mi2）が水域である。総面積の0.38%が水域となっている。

## 交通

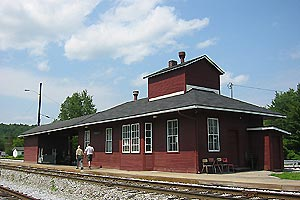
モントピリア駅

### 空港
モントピリアには玄関口となる空港はなく、バーモント州の最大都市バーリントン市にあるバーリントン国際空港を利用することになる。同空港からモントピリアまでは約58km、所要約1時間である。

### 鉄道
アムトラックのモントピリア駅はジャンクション・ロード297にある。セントオールバンズとワシントンD.C.間の昼行長距離列車ヴァーモンター号が1日1往復停車する。また、グレイハウンドと提携しているバーモント交通のバスディーポもある。

### 道路
市の南西部を州間高速道路89号線が走っている。I-89はボストンからニューハンプシャー州・バーモント州を通ってカナダ国境を越え、モントリオールに通じている。ボストンからモントピリアまでは約288km、所要時間は3時間半ほどである。

## 産業

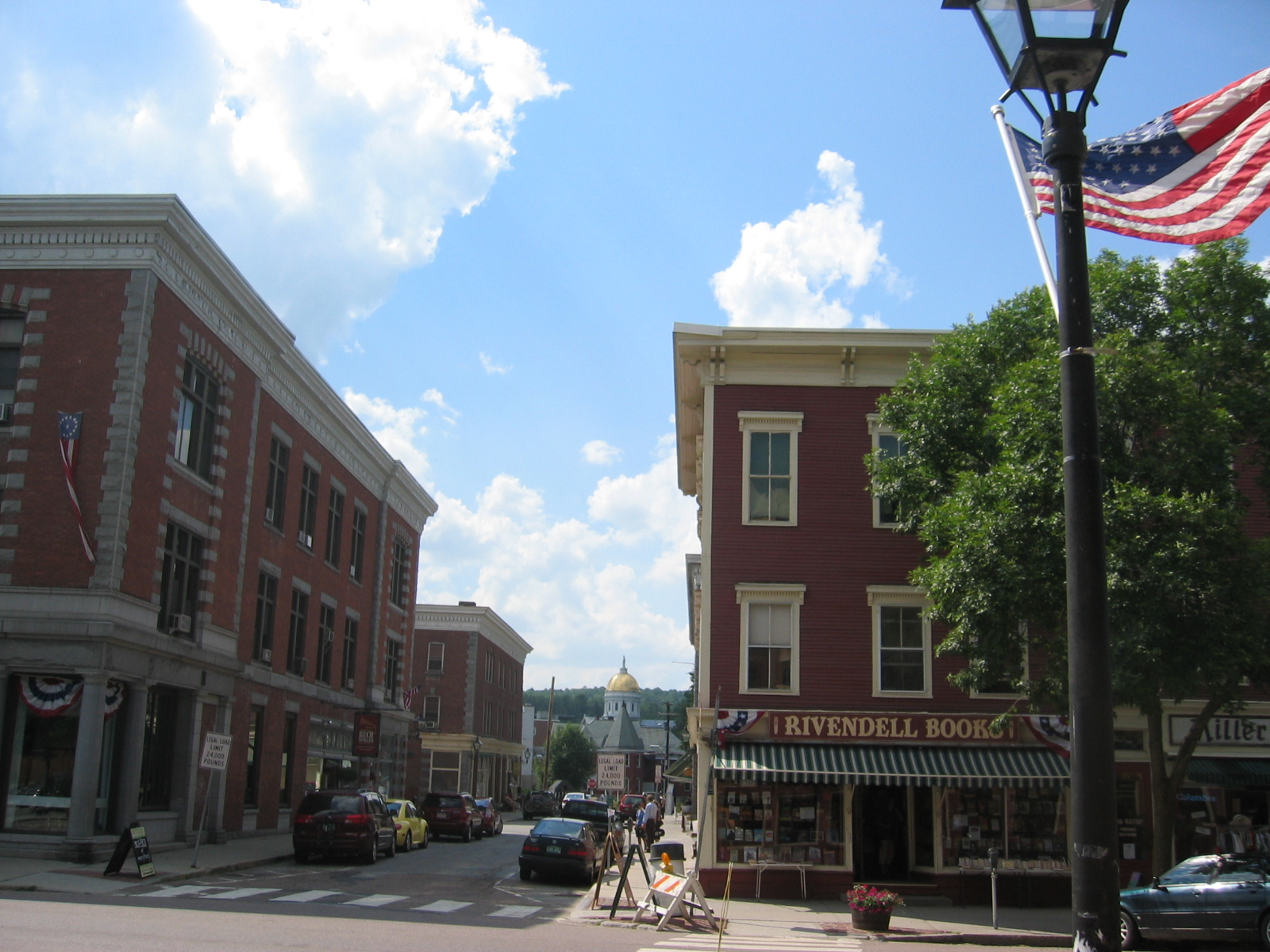
モントリピアの市街地

モントピリアは時の流れを止めたような都市である。全米50州の州都の中で唯一マクドナルドの店舗がない都市である一方で、全米にただ1社だけ残る洗濯ばさみメーカーが本社を置いている都市でもある。サンドウィッチのサブウェイの店舗は存在する。また、ダウンタウンには喫茶店や本屋が集中する。
市の主産業は御影石の採掘と加工である。19世紀には錫鉱業も栄えたが衰退した。そのほか、数社の保険会社が本社を同市に置いている。また、同市はニューイングランド料理学校（New England Culinary Institute）の所在地でもある。
宿泊施設はダウンタウンのはずれにある「キャピタル・イン」のほか、B&Bなども数件存在する。

## 人口動勢

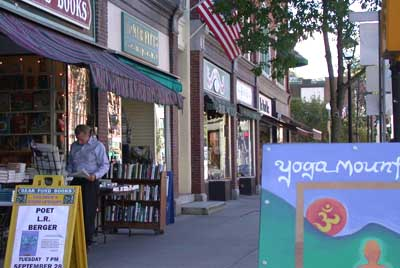
ダウンタウンの本屋街

以下は2000年国勢調査による人口統計データである。
| 基礎データ - 人口: 8,035人 - 世帯数: 3,739世帯 - 家族数: 1,940家族 - 人口密度: 302.7人/km2（784.0人/mi2） - 住居数: 3,899軒 - 住居密度: 146.9軒/km2（380.4軒/mi2） 人種別人口構成 - 白人: 96.55% - アフリカン・アメリカン: 0.65% - ネイティブ・アメリカン: 0.24% - アジア人: 0.82% - 太平洋諸島系: 0.01% - その他の人種: 0.39% - 混血: 1.31% - ヒスパニック・ラテン系: 1.41% | 年齢別人口構成 - 18歳未満: 21.3% - 18-24歳: 8.6% - 25-44歳: 28.2% - 45-64歳: 27.1% - 65歳以上: 14.9% - 年齢の中央値: 40歳 - 性比（女性100人あたり男性の人口） - 総人口: 84.2 - 18歳以上: 82.0人 世帯と家族（対世帯数） - 18歳未満の子供がいる: 26.0% - 結婚・同居している夫婦: 38.5% - 未婚・離婚・死別女性が世帯主: 10.1% - 非家族世帯: 48.1% - 単身世帯: 39.4% - 65歳以上の老人1人暮らし: 13.1% - 平均構成人数 - 世帯: 2.09人 - 家族: 2.84人 |